# The First Family
The First Family est un album de Vaughn Meader sorti en octobre 1962.
L'album se vend à plus d'un million d'exemplaires en moins de deux semaines, un record absolu à son époque. L'album s'écoulera au total à 7,5 millions d'exemplaires.

## Liste des titres[2]

### Acte I
| No | Titre                               | Durée |
| -- | ----------------------------------- | ----- |
| 1. | Scene 1: The Experiment             | 0:42  |
| 2. | Scene 2: After Dinner Conversations | 4:50  |
| 3. | Scene 3: The Malayan Ambassador     | 0:55  |
| 4. | Scene 4: Relatively Speaking        | 0:37  |
| 5. | Scene 5: Astronauts                 | 0:56  |
| 6. | Scene 6: Motorcade                  | 0:45  |
| 7. | Scene 7: The Party                  | 0:43  |
| 8. | Scene 8: The Tour                   | 6:58  |

### Acte II
| No | Titre                                   | Durée |
| -- | --------------------------------------- | ----- |
| 1. | Scene 1: But Vote!!                     | 0:20  |
| 2. | Scene 2: Economy Lunch                  | 5:15  |
| 3. | Scene 3: The Decision                   | 1:15  |
| 4. | Scene 4: White House Visitor            | 0:50  |
| 5. | Scene 5: Press Conference               | 2:33  |
| 6. | Scene 6: The Dress                      | 1:12  |
| 7. | Scene 7: Saturday Night, Sunday Morning | 4:25  |
| 8. | Scene 8: Auld Lang Syne                 | 1:18  |
| 9. | Scene 9: Bedtime Story                  | 1:38  |

## Récompenses
- L'album remporte le Grammy de l'album de l'année en 1963[3].